# Oncerometopus impictus
Oncerometopus impictus är en insektsart som beskrevs av Knight 1928. Oncerometopus impictus ingår i släktet Oncerometopus och familjen ängsskinnbaggar. Inga underarter finns listade i Catalogue of Life.